# Fürstenberg-Baar
Fürstenberg-Baar fue un condado medieval del Sacro Imperio Romano Germánico, localizado en el sur de Alemania, hoy parte del estado Baden-Württemberg en el territorio de Baar. Fue creado como una partición del condado de Fürstenberg-Fürstenberg en 1441. Heredó el condado de Fürstenberg-Geisingen en 1483, y Fürstenberg-Wolfach en 1490. Fue dividido entre los condados de Fürstenberg-Blomberg y de Fürstenberg-Heiligenberg en 1559.

## Condes de Fürstenberg-Baar (1441-1559)
- Conrado V (1441-1484)
- Enrique IX (1484-1499)
- Wolfgang (1499-1509)
- Federico III (1509-1559)

- Datos: Q3755490